# Józef Poniecki
Józef Roman Poniecki (ur. 9 marca 1938 w Pakosławiu, zm. 17 czerwca 2013) – polski urzędnik państwowy i samorządowiec, wojewoda leszczyński (1987–1990).

## Życiorys
Ukończył studia w Wyższej Szkole Rolniczej w Poznaniu. W latach 1961–1973 pracował jako starszy asystent w ZZD Pawłowice. W 1973 został zastępcą przewodniczącego Prezydium Powiatowej Rady Narodowej w Krotoszynie oraz naczelnikiem powiatu rawickiego (pełnił te funkcje do 1975). Od 1975 do 1981 był prezesem Wojewódzkiego Związku Kółek Rolniczych, a potem był dyrektorem biura w Zrzeszeniu Państwowych Gospodarstw Rolnych. Od 1983 do 1986 pracował (najpierw jako wicedyrektor, potem jako dyrektor) w stadninie koni w Żołędnicy. W latach 1987–1990 pełnił funkcję wojewody leszczyńskiego, ostatniego w okresie PRL. Od 1998 do 2006 sprawował mandat radnego sejmiku województwa wielkopolskiego (nie ubiegał się o reelekcję). Należał do Zjednoczonego Stronnictwa Ludowego i Polskiego Stronnictwa Ludowego. W 1995 został prezesem zarządu wojewódzkiego PSL w Lesznie, później był prezesem zarządu powiatowego partii.
Prywatnie zajmował się m.in. hodowlą gołębi pocztowych.
Odznaczony m.in. Krzyżem Komandorskim Orderu Odrodzenia Polski (1999), a także odznaczeniami nadanymi przez Naczelny Komitet Wykonawczy PSL.
Pochowany 21 czerwca 2013 na cmentarzu przy ul. Kąkolewskiej w Lesznie.